# Temporada 1966-67 de los Cincinnati Royals
La temporada 1966-67 fue la decimonovena de los Royals en la NBA. La temporada regular acabó con 39 victorias y 42 derrotas, ocupando el tercer puesto de la División Este, clasificándose para los playoffs, en los que cayeron en las semifinales de división ante Philadelphia 76ers.

## Elecciones en elDraft
| Ronda | Puesto | Jugador         | Posición  | Nacionalidad   | Universidad   |
| ----- | ------ | --------------- | --------- | -------------- | ------------- |
| 1     | 6      | Walt Wesley     | Pívot     | Estados Unidos | Kansas        |
| 2     | 16     | Jerry Lee Wells |           | Estados Unidos | Oklahoma City |
| 3     | 26     | Jim Ware        | Ala-Pívot | Estados Unidos | Oklahoma City |
| 5     | 47     | Richard Parks   | Alero     | Estados Unidos | Saint Louis   |
| 10    | 88     | Freddie Lewis   | Base      | Estados Unidos | Arizona State |

## Temporada regular
| División Este        | División Este | División Este | División Este | División Este | División Este | División Este | División Este | División Este |
| Equipo               | G             | P             | %             | PD            | Casa          | Fuera         | Neutral       | Div           |
| -------------------- | ------------- | ------------- | ------------- | ------------- | ------------- | ------------- | ------------- | ------------- |
| x-Philadelphia 76ers | 68            | 13            | .840          | –             | 28–2          | 26–8          | 14–3          | 28–8          |
| x-Boston Celtics     | 60            | 21            | .741          | 8             | 27–4          | 25–11         | 8–6           | 30–6          |
| x-Cincinnati Royals  | 39            | 42            | .481          | 29            | 20–11         | 12–24         | 7–7           | 14–22         |
| x-New York Knicks    | 36            | 45            | .444          | 32            | 20–15         | 9–24          | 7–6           | 11–25         |
| Baltimore Bullets    | 20            | 61            | .247          | 48            | 12–20         | 3–30          | 5–11          | 7–29          |

## Playoffs

### Semifinales de División
Cincinnati Royals vs. Philadelphia 76ers 
| Fecha       | Partido                                       | Ciudad     |
| ----------- | --------------------------------------------- | ---------- |
| 21 de marzo | Philadelphia 76ers 116, Cincinnati Royals 120 | Filadelfia |
| 23 de marzo | Cincinnati Royals 102, Philadelphia 76ers 123 | Cincinnati |
| 24 de marzo | Philadelphia 76ers 121, Cincinnati Royals 106 | Filadelfia |
| 25 de marzo | Cincinnati Royals 94, Philadelphia 76ers 112  | Cincinnati |
|             | Philadelphia 76ers gana las series 3-1        |            |

## Estadísticas
| Rk | Jugador         | Edad | P  | PT | MP   | TC   | TCI  | %TC  | TL  | TLI  | %TL  | RB   | AS   | FP  | PTS  |
| 1  | Jerry Lucas     | 26   | 81 |    | 43.9 | 7.1  | 15.5 | .459 | 3.5 | 4.4  | .791 | 19.1 | 3.3  | 3.5 | 17.8 |
| 2  | Oscar Robertson | 28   | 79 |    | 43.9 | 10.6 | 21.5 | .493 | 9.3 | 10.7 | .873 | 6.2  | 10.7 | 2.9 | 30.5 |
| 3  | Adrian Smith    | 30   | 81 |    | 32.5 | 6.2  | 14.2 | .438 | 4.2 | 4.7  | .903 | 2.5  | 2.3  | 3.4 | 16.6 |
| 4  | Happy Hairston  | 24   | 79 |    | 30.9 | 5.8  | 12.2 | .479 | 3.2 | 4.8  | .660 | 8.0  | 0.8  | 3.5 | 14.9 |
| 5  | Connie Dierking | 30   | 77 |    | 24.7 | 3.8  | 9.5  | .399 | 1.7 | 2.3  | .744 | 7.8  | 2.1  | 3.3 | 9.3  |
| 6  | Jon McGlocklin  | 23   | 60 |    | 19.9 | 3.6  | 8.2  | .440 | 1.2 | 1.7  | .712 | 2.7  | 1.6  | 1.4 | 8.5  |
| 7  | Bob Love        | 24   | 66 |    | 16.3 | 2.6  | 6.1  | .429 | 1.4 | 2.2  | .633 | 3.9  | 0.7  | 2.3 | 6.7  |
| 8  | Flynn Robinson  | 25   | 76 |    | 15.0 | 3.6  | 7.9  | .457 | 1.6 | 2.0  | .779 | 1.8  | 1.4  | 2.6 | 8.8  |
| 9  | Walt Wesley     | 22   | 64 |    | 14.2 | 2.0  | 5.2  | .393 | 0.8 | 1.9  | .423 | 5.1  | 0.3  | 2.5 | 4.9  |
| 10 | Freddie Lewis   | 23   | 32 |    | 10.4 | 1.9  | 4.8  | .392 | 0.9 | 1.3  | .707 | 1.4  | 1.3  | 1.5 | 4.7  |
| 11 | George Wilson   | 24   | 12 |    | 10.4 | 0.7  | 3.4  | .195 | 1.1 | 1.3  | .813 | 3.6  | 0.0  | 1.6 | 2.4  |
| 12 | Len Chappell    | 26   | 54 |    | 9.8  | 1.7  | 4.1  | .411 | 0.7 | 1.1  | .650 | 2.8  | 0.4  | 1.4 | 4.1  |
| 13 | Jim Ware        | 22   | 33 |    | 6.1  | 0.9  | 2.9  | .309 | 0.3 | 0.5  | .588 | 2.1  | 0.2  | 1.1 | 2.1  |

## Galardones y récords
| Jugador         | Galardón                              |
| Oscar Robertson | Mejor quinteto de la NBA All-Star     |
| Jerry Lucas     | 2.º mejor quinteto de la NBA All-Star |